# Willem van Bemmel
Pour les articles homonymes, voir Bemmel.
Willem van Bemmel (ou en français Guillaume van Bemmel ; en allemand Wilhelm von Bemmel) est un peintre et graveur néerlandais. Né le 10 juin 1630 à Utrecht et mort le 20 décembre 1708 à Nuremberg, il est principalement actif en Allemagne.

## Biographie

### Jeunesse et formation
Willem van Bemmel naît à Utrecht le 10 juin 1630,,. Fils de Gerrit Rutgersz. van Bemmel (? - 1666) et Elsje Philipsdr. van den Elburch (? - 1638), il est le petit frère de Jacob Gerritsz. van Bemmel, également artiste,.
Vers 1645-1647, il fait partie des meilleurs disciples du peintre et graveur Herman Saftleven II,.
Fort de ses connaissances, Bemmel fait le Grand Tour en Italie pour perfectionner son art grâce à d'autres maîtres. Il est à Venise de 1647 à 1649, puis à Rome jusqu'en 1953,,. Il y rejoint les Bentvueghels et est influencé par le peintre français Gaspard Dughet.

### Carrière en Italie

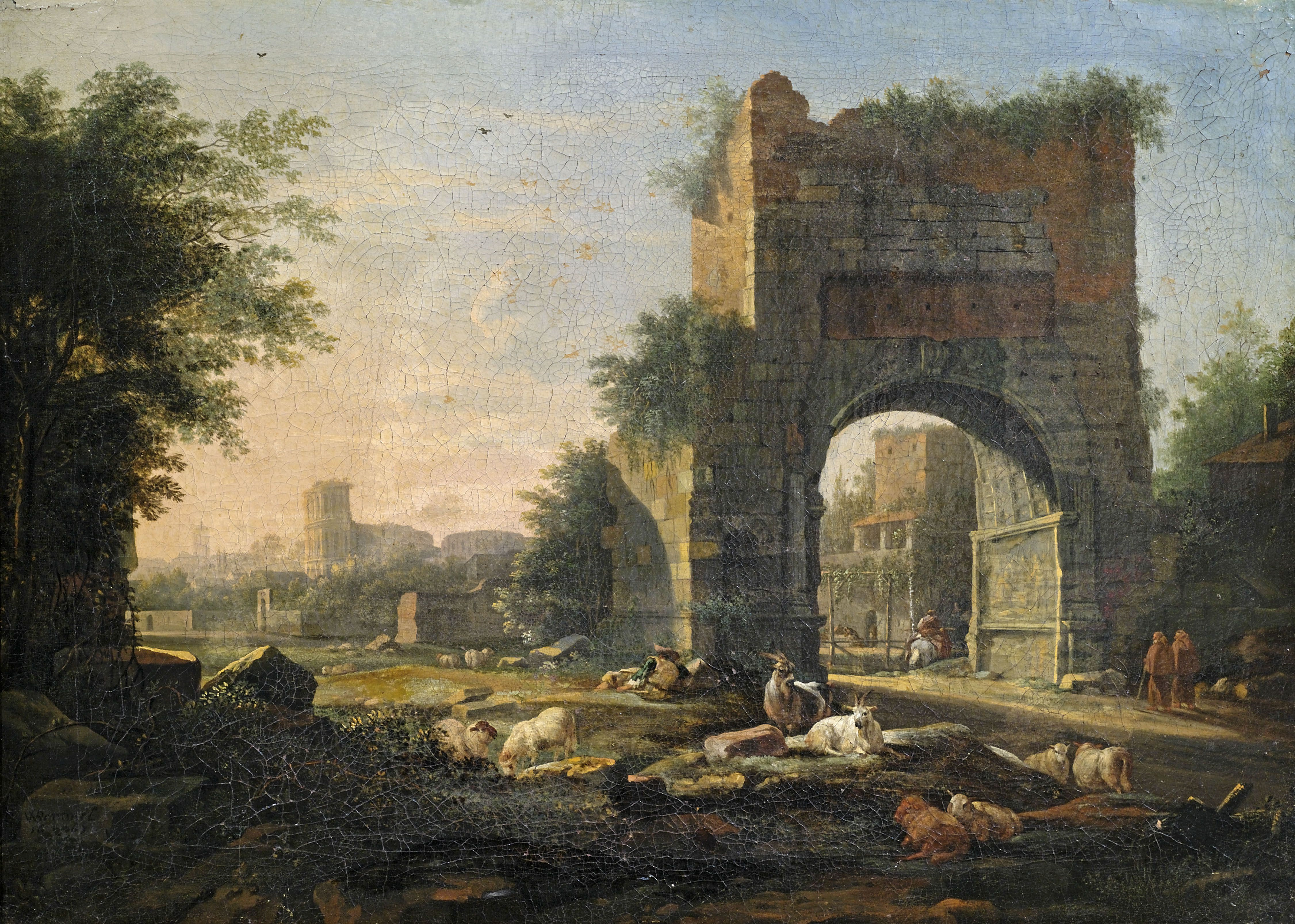
Atmosphère de soirée romaine, peinture à l'huile (1667, coll. priv.).

Dans la même période, il est à la fois actif à Rome et à Naples, et produit beaucoup de dessins à Tivoli, où il en reproduit certains sur un panneau, « si spirituel et naturel qu'il a acquis une grande renommée à Rome », selon Arnold Houbraken.
Il tire de son séjour italien une façon de représenter les paysages néerlandais à la manière des peintres italiens,. Selon Obreen, neuf paysages de « Van Bemmel » sont mis aux enchères en 1649 chez Jan de Bondt à Wijk bij Duurstede ; Kinkelder rejette cette idée, attribuant plutôt ces tableaux à son frère Jacob, Willem étant en Italie depuis 1647.

### Carrière en Allemagne
En 1653, Willem van Bemmel quitte l'Italie, voyage à Londres, puis s'installe en Allemage. D'abord à Cassel, où il est six ans au service du landgrave local de 1656 à 1662, il rencontre Joachim von Sandrart à Augsbourg en 1662 puis se marie avec Agnes Pissanus à Nuremberg la même année,.

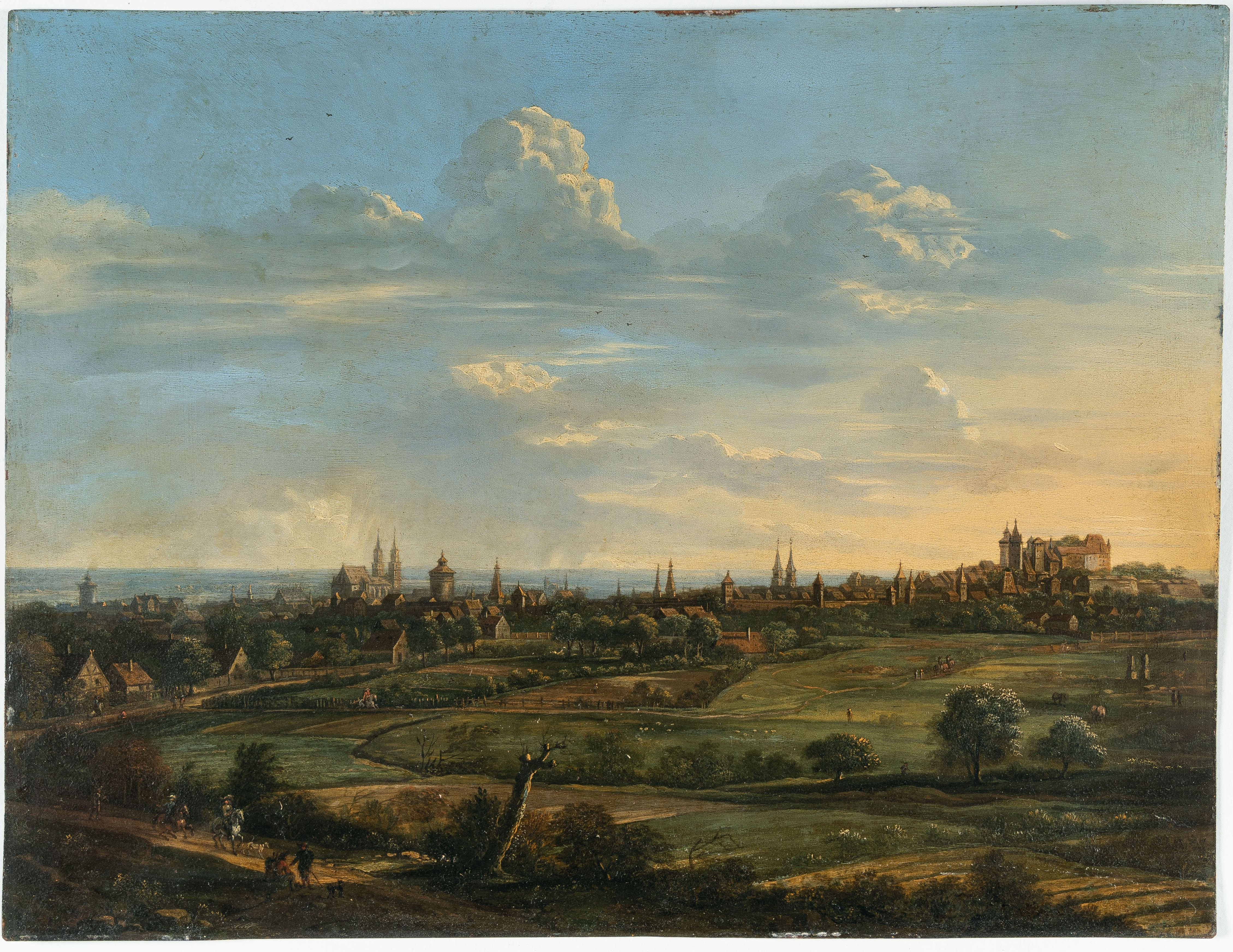
Vue de Nuremberg du nord-ouest, peinture sur cuivre (1665, coll. priv.). Vue représentative de sa nouvelle maison Nuremberg, qu'il a prise du nord-est depuis une colline près de Behringersdorf. [...] C'est cette capacité particulière à observer les phénomènes de la nature, sa lumière et ses couleurs, qui rendit rapidement Bemmel célèbre à Nuremberg avec ses paysages à l'italienne.

Après un bref séjour à Utrecht en 1663, il s'installe définitivement à Nuremberg la même année,.
Bien qu'il reste à Nuremberg plus de quarante ans, il n'en obtient pas la citoyenneté. Il peint beaucoup et vend de nombreux tableaux. Il a trois fils : Johann Georg, Peter et Joachim, dont le parrain est Joachim von Sandrart. C'est le début d'une « dynastie de peintres bavarois »,,.
Willem van Bemmel meurt à Nuremberg le 20 décembre 1708.

## Œuvre

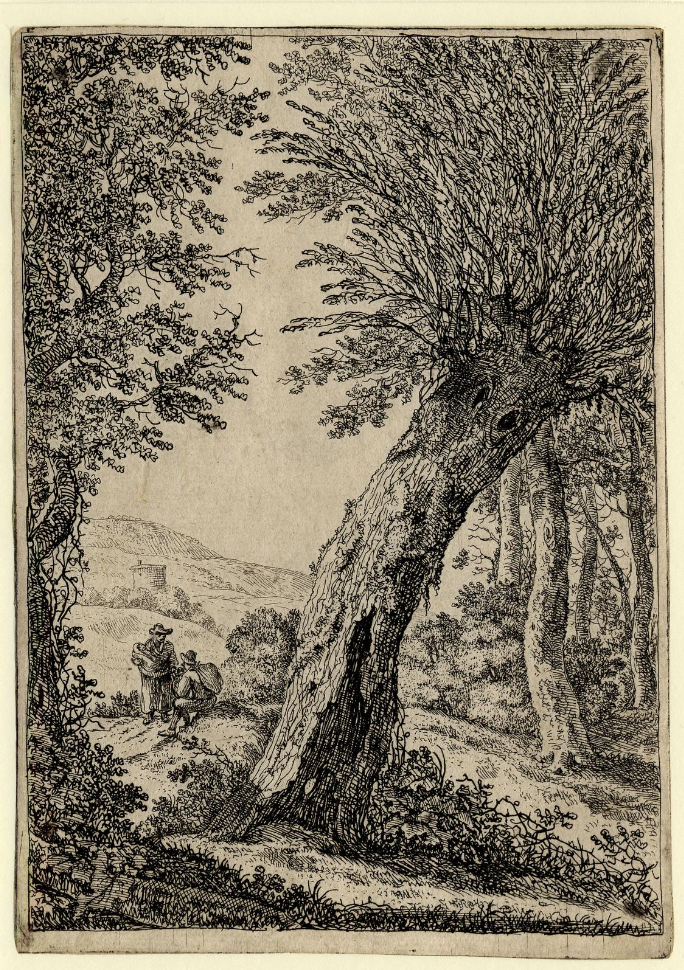
Paysage avec un saule creux, une famille se reposant au-delà, eau-forte (1650-1660, British Museum).

### Analyse
Willem van Bemmel signe ses œuvres du monogramme « WB » ou « WVB »,.
Seules quelques-unes de ses premières œuvres sont connues aujourd'hui. Ses paysages d'hiver sont également « méridionaux », situés en terrain montagneux. On connaît aussi de lui des batailles. On connaît notamment de lui une série de six eaux-fortes, datée de 1654.
Selon Arnold Houbraken, Willem van Bemmel « a certainement réussi à percevoir la déviation, la lumière et l'ombre dans ses pièces ; et, cependant, on se demande si son ingéniosité et son esprit sensé, ou son crayon, devraient être les plus loués, Arnold Houbraken ». Ses paysages conservent à la fois l'influence de l'école d'Utrecht — en particulier le style de Jan Both, — et de Rome.

### Conservation
Ses œuvres sont notamment conservées à :
- Allemagne
  - Dresde, Karlsruhe, Brême, Brunswick[3]
  - Collection de peintures de l'État de Bavière (de), Munich[16],[3]
  - Musée Städel, Francfort-sur-le-Main[17]
- Australie
  - Musée national du Victoria[18]
- Danemark
  - Statens Museum for Kunst, Copenhague[19]
- États-Unis
  - National Gallery of Art, Washington[20]
  - Smithsonian American Art Museum, Washington[21]
- Pologne
  - Varsovie[3]
- Royaume-Uni
  - British Museum, Londres[22]
  - National Portrait Gallery, Londres[23]